# Nicholas Lum
Nicholas Lum (Wantirna, Victoria, 29 mei 2005) is een Australisch professioneel tafeltennisser. Hij speelt rechtshandig met de shakehandgreep.